# Hannibal Đắc Thắng lần đầu tiên chiêm ngưỡng nước Ý từ dãy Anpơ
Hannibal Đắc Thắng lần đầu tiên nhìn xuống nước Ý từ dãy Anpơ  (tiếng Tây Ban Nha: Aníbal vencedor contempla por primera vez Italia desde los Alpes) là bức tranh sơn dầu từ những năm đầu sáng tác của danh họa Tây Ban Nha Francisco de Goya. Đây cũng là tác phẩm có thông tin ghi chép cổ nhất của Goya.
Bức tranh được Goya sáng tác ở Ý vào những năm 1770–1771 để tham gia cuộc thi do Học viện Mỹ thuật Parma tổ chức. Chủ đề chính bức tranh là tướng Hannibal chỉ huy quân Carthage cổ đại, vào thế kỷ thứ 3 trước Công nguyên đã dẫn quân vượt dãy Anpơ nhằm chinh phục nước Ý. Goya tuân thủ tỉ mỉ các yêu cầu trình bày do học viện đưa ra, thử nhiều bản vẽ nháp và vẽ ít nhất hai bản phác thảo sơn dầu. Trước đây, tranh thuộc bộ sưu tập Quỹ Selgas-Fagalde và bị gán cho tác giả Corrado Giaquinto. Phải đến năm 1993 mới xác nhận lại tác giả chính là Goya. Từ tháng 4 năm 2021, tranh thuộc bộ sưu tập Bảo tàng Prado. Một bản sao nằm trong bộ sưu tập tư nhân ở Barcelona.

## Hoàn cảnh sáng tác
Những năm 1770–1771, Goya sống tại Ý là nơi hoàn thiện kỹ năng hội họa của mình. Khi đó, ông mới là một họa sĩ trẻ chưa được biết đến, vẫn đang trên đường khẳng định tài năng. Trước khi sang Ý, ông cố gắng thi vào Học viện Mỹ thuật Hoàng gia Thánh Fernando ở Madrid nhưng trượt hai lần liền. Có lẽ phải nhờ José Nicolás de Azara can thiệp mà Goya mới được chấp nhận tham gia cuộc thi danh giá dành cho các họa sĩ trẻ do Học viện Mỹ thuật Parma công bố vào tháng 5 năm 1770. Nhưng cũng có thể ông đã biết về cuộc thi này từ họa sĩ Sicilia Gesuald di Giacomo, người từng gặp gỡ ở Roma và cũng tham gia dự thi. Goya hy vọng rằng sự đánh giá xuất sắc từ một học viện Ý (đặc biệt là Học viện Parma do Philip Bourbon, em trai vua Tây Ban Nha Carlos III bảo trợ) sẽ giúp ích cho sự nghiệp mình khi trở về, thậm chí mở ra cả vị trí họa sĩ trong cung đình.

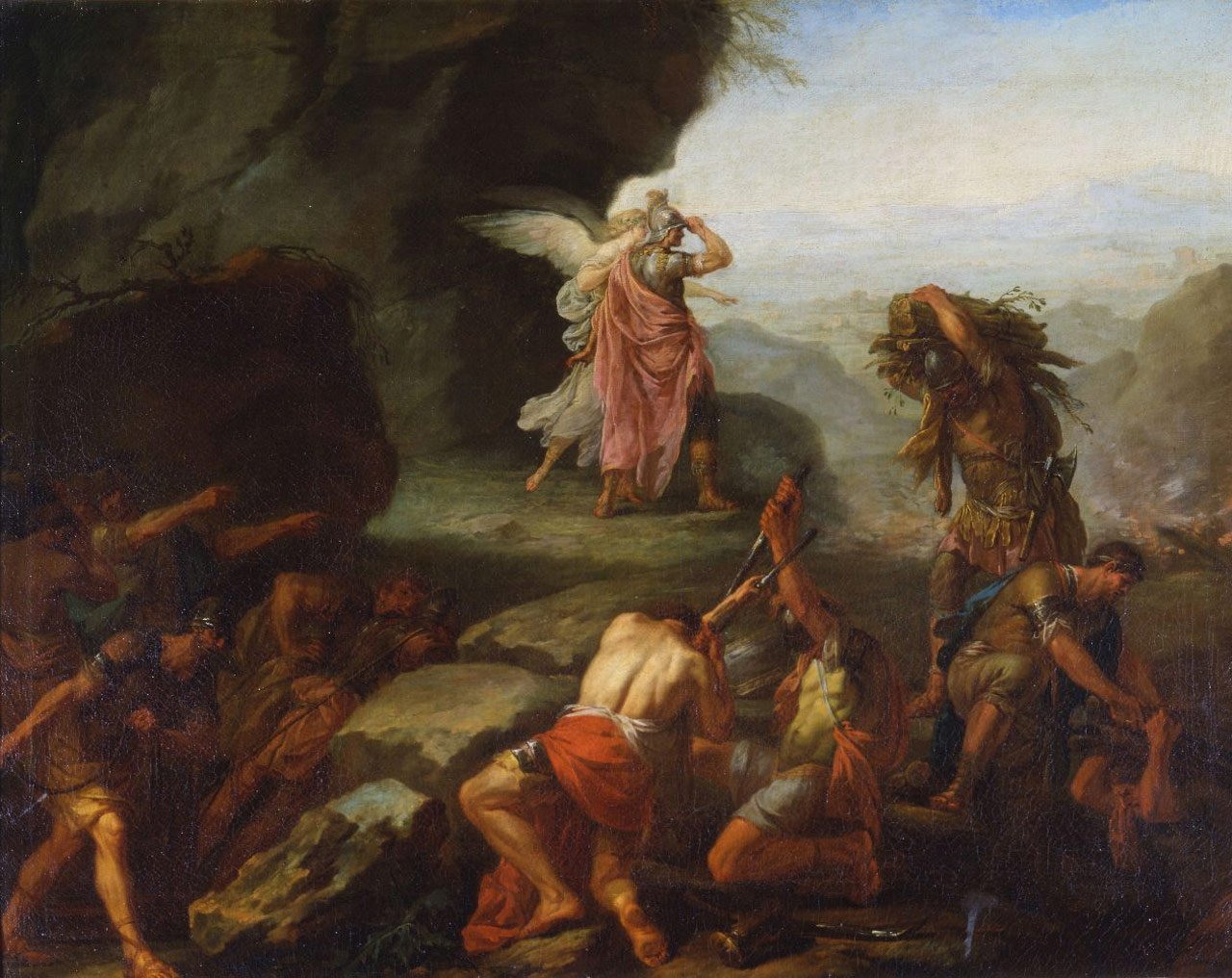
Tranh của Paolo Borroni có cùng chủ đề đã giành chiến thắng trong cuộc thi do Học viện Mỹ thuật Parma tổ chức

Tranh dự thi phải kèm câu biểu ngữ thích hợp, tác giả cũng phải ghi rõ quốc gia nguyên quán của mình và tên thầy dạy. Ngày 20 tháng 4 năm 1771, từ Roma, Goya biên thư cho thư ký mới của học viện là Bá tước Rezzonico để báo rằng đã gửi tranh đến dự thi. Trong thư, ông tô vẽ xuất xứ của mình và tự giới thiệu bằng tên Ý là Francesco Goia, "người Roma" và học trò họa sĩ cung đình Francesco Vajeu (Francisco Bayeu). Goya chọn biểu ngữ "Iam tandem Italiae fugientis prendimus oras" (Cuối cùng, khi ngươi đến được Italy) lấy từ sử thi Aeneis. Câu nói này cũng phù hợp với hành trình đến Ý đầy gian khổ hy sinh của chính Goya, giống như Hannibal muốn chinh phục nước Ý thì Goya cũng muốn chiến thắng bằng bức tranh của mình trên đất Ý. Việc trích dẫn Vergilius cũng như thư viết bằng tiếng Ý không có chút lỗi nào cho thấy có sự giúp đỡ của José Nicolas de Azara. Hoặc ông cũng có kết nối với Marquis de Llano, đại sứ của Vua Carlos III tại Parma.
Chủ đề bắt buộc mà cuộc thi đưa ra là một cảnh lịch sử mô tả Hannibal đang nhìn vào nước Ý để chuẩn bị tấn công. Có bốn bức tranh tham gia (của Goya, Pierre du Hallas, Gesualdo di Giacomo và Paolo Borroni), được trưng bày trong salon học viện vào tháng 6 năm 1771. Tranh của Goya nhận được 6 phiếu bình chọn từ ban giám khảo nhưng không giành chiến thắng. Tranh ông nhận được cả khen ngợi lẫn chê bai. Lời khen dành cho nét vẽ, khuôn mặt và thần thái Hannibal ánh lên uy nghiêm của vị danh tướng cổ đại. Nhưng giám khảo không hài lòng với màu sắc và bố cục, cho rằng nếu màu gần với thực tế, bố cục sắp xếp theo yêu cầu hơn thì Goya đã có cơ hội giành giải. Huy chương vàng được trao cho họa sĩ người Ý Paolo Borroni, từng là sinh viên học viện có thầy dạy chính là Benigno Bossi nằm trong thành viên ban giám khảo; cũng từng nhận giải nhì năm trước đó. Arturo Ansón Navarro cho rằng giám khảo có sự thiên vị vì chất lượng bức tranh của Goya vượt xa tác phẩm đoạt giải về nhiều mặt. Tên của Goya đã được đề cập trong Diario Ordinario de Roma ngày 3 tháng 8 năm 1771 và trên tạp chí văn học uy tín Le Mercure de France số tháng 1 năm 1772 (ghi nhầm rằng ông đoạt giải nhì).

## Chi tiết
Trong cuộc thi Parma, chủ đề bắt buộc phải có những chi tiết như sau: được thiên thần có cánh đứng cạnh cầm tay, Hannibal đưa tay nâng mũ sắt để phóng tầm mắt ra xa chiêm ngưỡng phong cảnh tuyệt đẹp của vùng phụ cận nước Ý, nét mặt cùng ánh mắt bộc lộ niềm hân hoan trong lòng và niềm tin chắc chắn vào những chiến thắng sắp tới. Cách mô tả như vậy về vị danh tướng là do nhà thơ Ý Carlo Innocenzo Frugoni sáng tác trong sonnet Annibale vincitore. Frugoni cũng từng là thư ký học viện trước năm 1768. Như vậy chủ đề của cuộc thi là nhằm tưởng nhớ vị thi sĩ đã khuất. Khổ tranh dự thi cũng phải chính xác là 88,3 × 133 cm.
Goya gặp nhiều hạn chế trong việc tiếp cận các nguồn tư liệu nói về hình tượng nhân vật Hannibal, có thể ông chỉ dùng sách vở từ thư viện của José Nicolas de Azara. Ông tuân theo các yêu cầu do học viện đặt ra và thể hiện hình ảnh vị danh tướng một cách thơ mộng mang dáng vẻ cao quý. Trong tranh, Hannibal được khắc họa đứng thẳng trên núi đá, tay khẽ nâng mũ giáp lên, mắt kiên định nhìn về phía trước. Khi ấy, vị tướng vừa thực hiện cuộc hành quân dài gian khó từ Tây Ban Nha qua dãy Pyrénées, đạo quân cũng bị tổn thất do khí hậu lạnh và địa hình hiểm trở. Giờ đây, Hannibal đã vượt qua dãy Alps và lần đầu tiên nhìn thấy nước Ý, gương mặt ánh lên ngưỡng mộ và kinh ngạc. Dường như nhân vật đã thấu hiểu kỳ tích của mình và không gì có thể ngăn cản cuộc chinh phục thành Roma. Tay phải nắm chặt làm động tác thể hiện ý chí quyết thắng. Mũ trụ được trang trí họa tiết drac alat - rồng có cánh, phù hiệu của các vị vua xứ Aragón, mà Goya tham khảo từ quốc huy Zaragoza. Thiên thần có cánh cũng gần vị trí trung tâm đặt tay để hướng Hannibal về khung cảnh nước Ý vốn không có mặt trong tranh. Viên kỵ mã đội mũ trụ gắn lông vũ nghiêng người theo hướng đại kỳ trong tay. Sau chân ngựa là hình chiếc khiên góp phần thể hiện cho chiến thắng của Hannibal. Kỵ binh Hannibal đang đi xuống, còn phác thảo trận chiến có thể xem thấy ở bên trái tranh.
Goya cũng đưa vào hai nhân vật ngụ ngôn phản ánh vị trí địa lý khung cảnh và nhấn mạnh kết quả trận chiến do Hannibal chỉ huy. Trên bầu trời đầy mây, nữ thần chiến thắng và vinh quang Victoria ngồi xe đến, cũng được đánh đồng là vị thần Fortuna nắm giữ số mệnh con người, đi cùng là tiểu hài thần mang theo bó lúa. Tay nữ thần cầm vòng nguyệt quế giành cho chiến thắng của Hannibal. Một tay nữ thần đặt lên trên bánh xe, hàm ý vận may biến đổi và kết thúc bi thảm cho Hannibal. Yếu tố này được lấy từ các tác phẩm của Corrado Giaquinto. Ở phía trước vẽ một nhân vật khác quay lưng về phía người xem để kết thúc bố cục, đó cũng là phúng dụ về sông Po dài nhất nước Ý. Hình tượng người đàn ông đầu bò vạm vỡ biểu tượng cho Lombardia của nhà văn Ý Cesare Ripa, đang nghiêng bình amphora đổ nước xuống, tượng trưng cho thung lũng sông.

## Các phác thảo chuẩn bị
Bức tranh được hoàn thành trong khoảng một năm cùng với nhiều bản phác thảo chuẩn bị trước đó cho phép hiểu rõ hơn quá trình sáng tạo của Goya. Bộ sưu tập Bảo tàng Prado hiện giữ cuốn tập phác thảo ở Ý của Goya với cái tên Cuaderno italiano, trong đó chứa nhiều bản vẽ và ghi chú của ông khi đến Ý. Sách có năm bản vẽ được coi là phác thảo cho các mô típ khác nhau hướng đến chủ đề "Hannibal Đắc Thắng..." Ngoài bản phác thảo bố cục tổng thể nhưng theo chiều dọc trang giấy, còn có các bản vẽ phác hình bóng Hannibal, thiên thần, đầu bò và giáp trụ cổ đại. Bố cục ngang gốc của tranh được tìm thấy dưới trang hình vẽ mascaron. Ban đầu, Goya vẽ phác thiên thần dẫn dắt Hannibal giống như yêu cầu của học viện, nhưng trong bức tranh cuối cùng, Hannibal trở thành tâm điểm còn thiên thần đứng sau giúp Hannibal ngắm nhìn phong cảnh nước Ý.

Bản phác thảo từ Cuaderno italiano
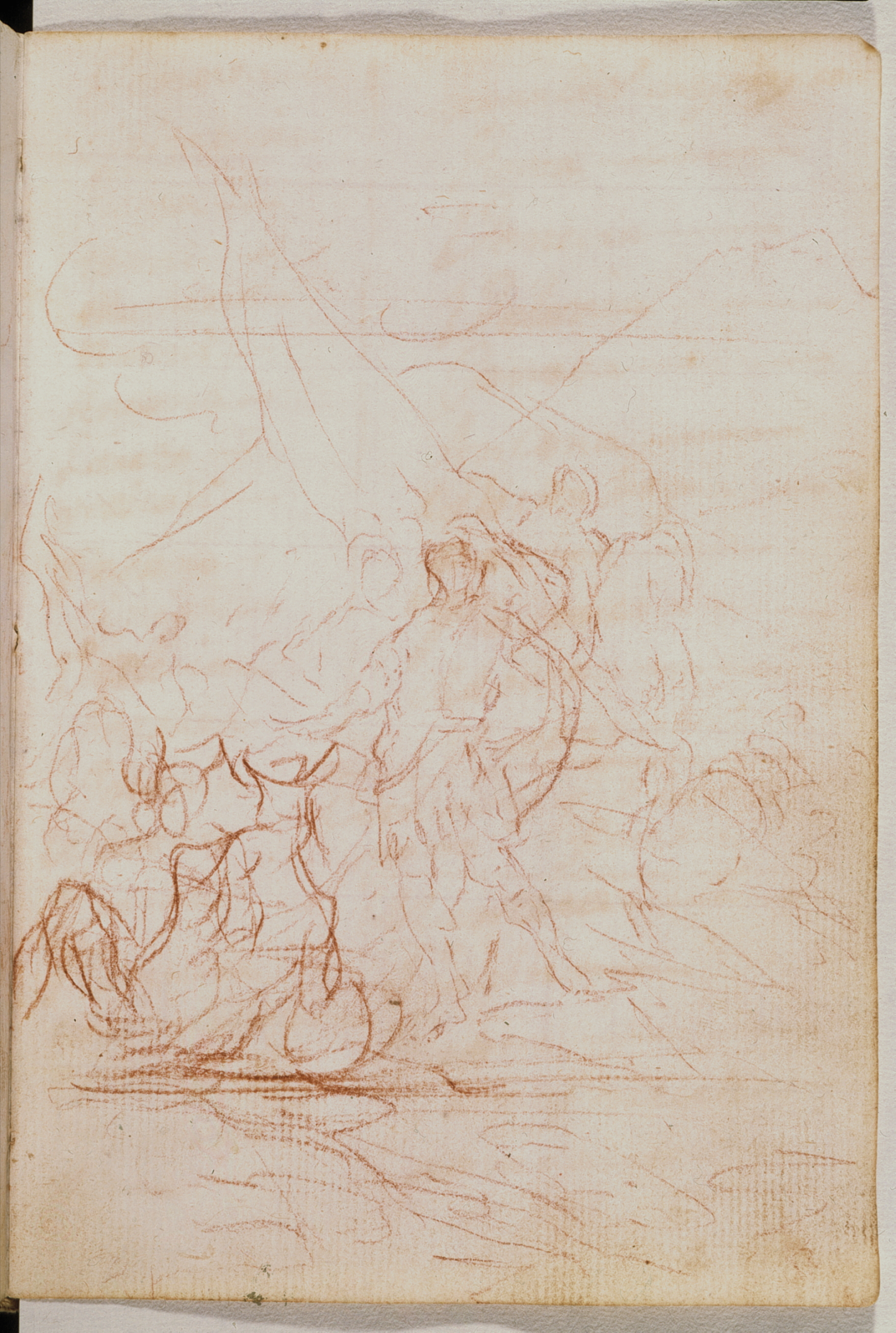
Phác thảo bố cục theo chiều dọc (trang 37)
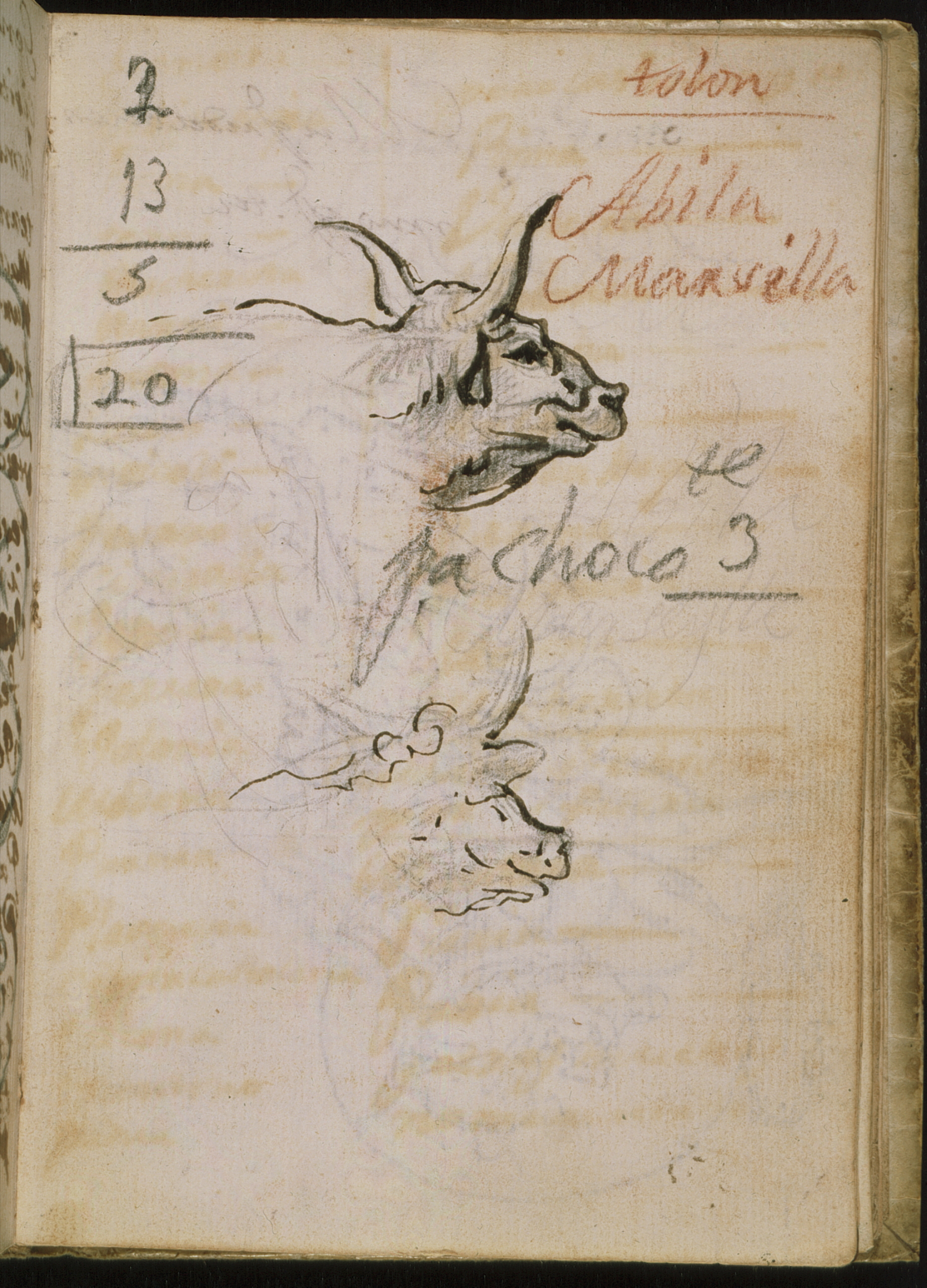
Phác thảo đầu bò, nhân vật hóa sông Po
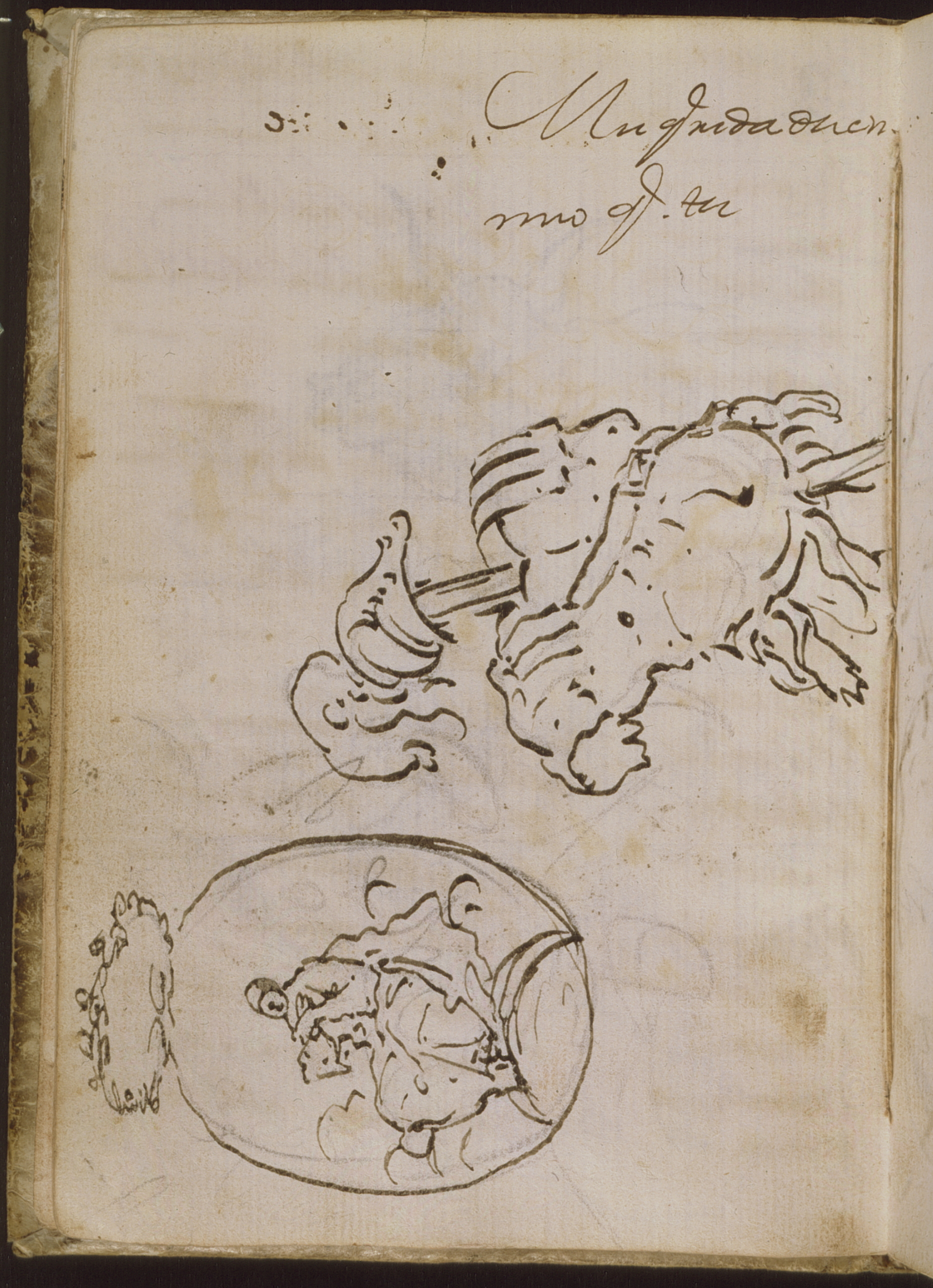
Phác thảo nữ thần Victoria và áo giáp (trang 42)
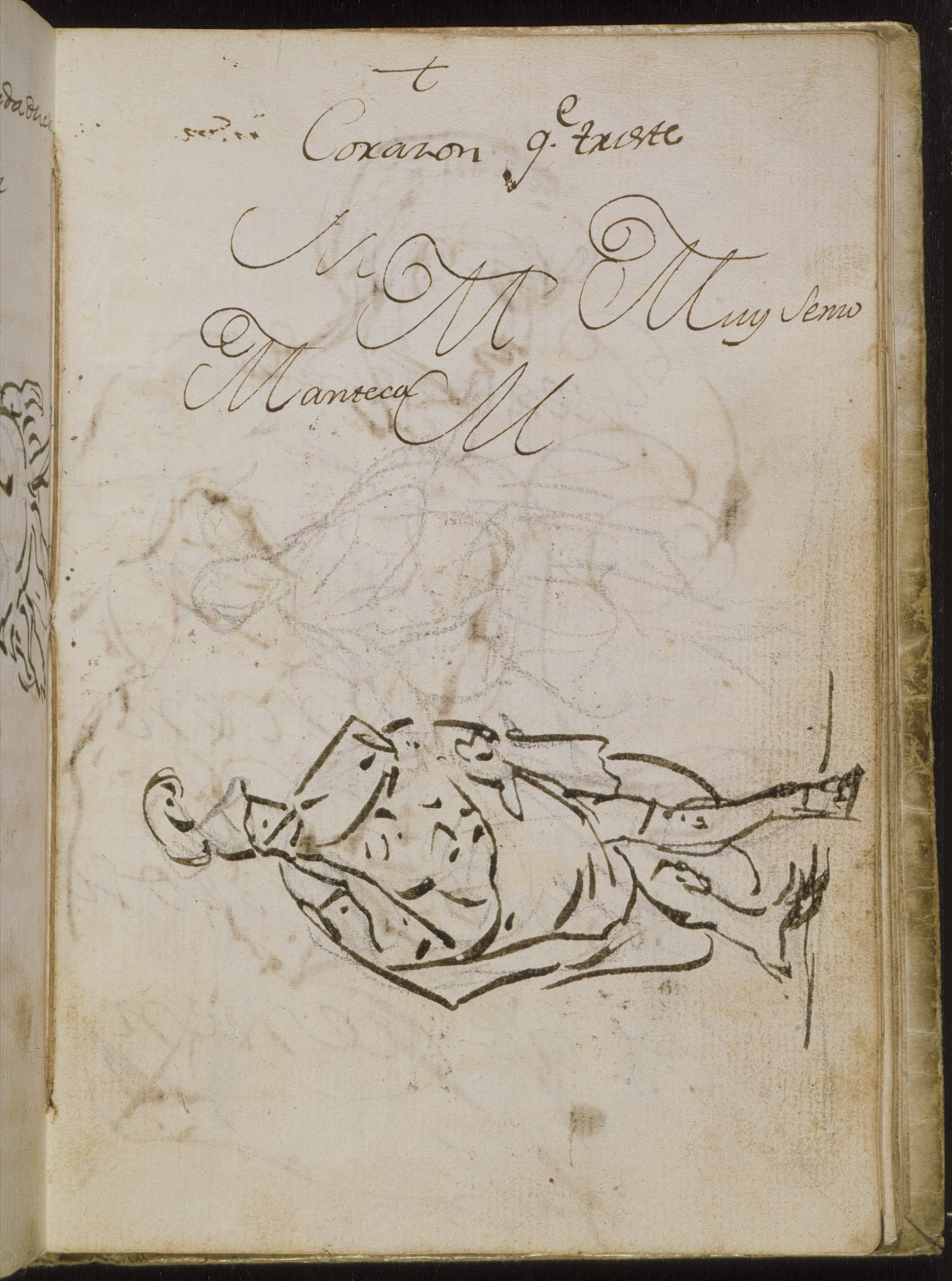
Phác thảo Hannibal và thiên thần (trang 43)
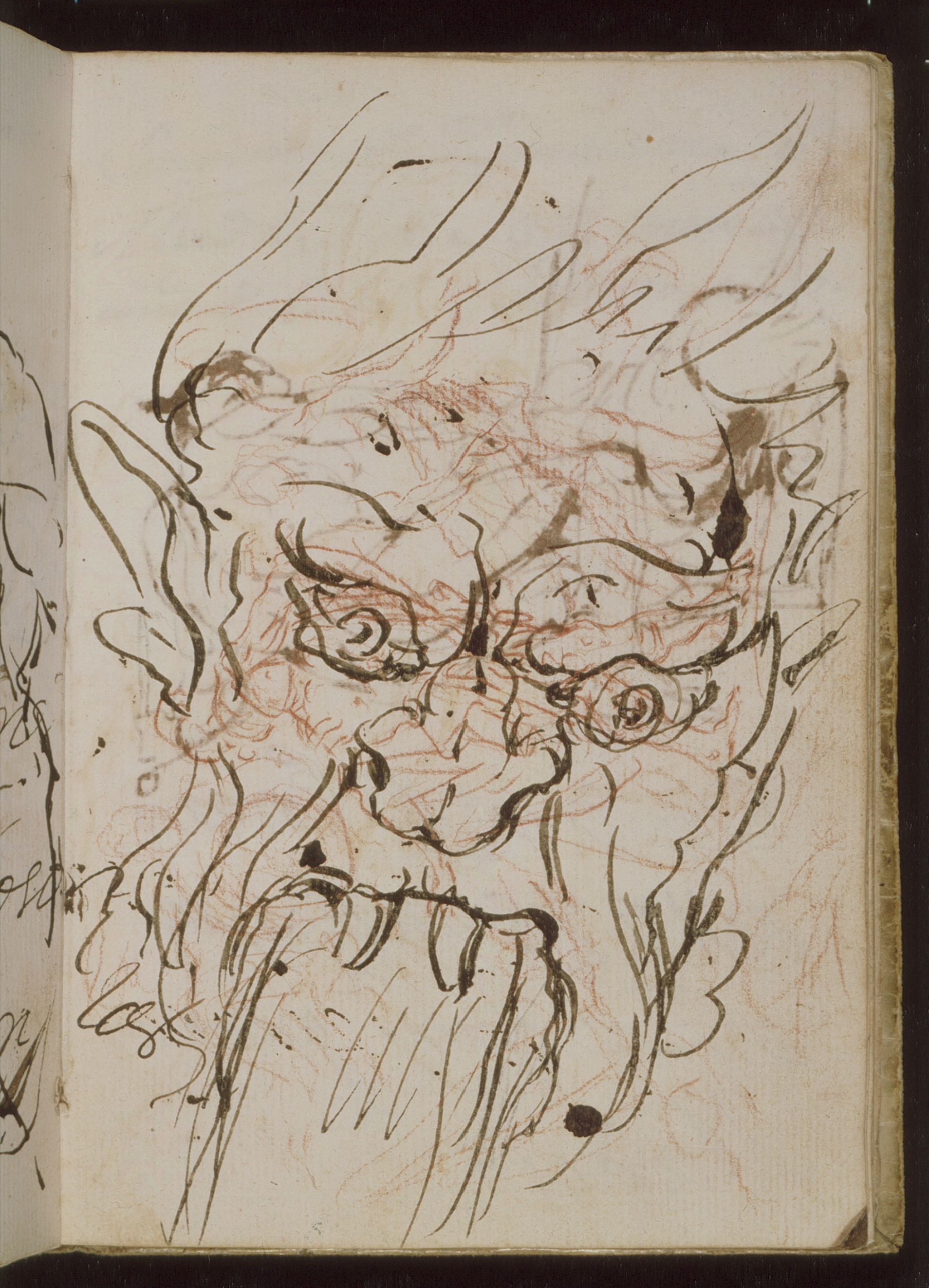
Phác thảo bố cục theo chiều ngang dưới hình vẽ mascaron (trang 45)

Hiện cũng còn giữ được hai bản phác thảo màu dầu cho thấy một số chi tiết khác biệt với bức tranh cuối cùng. Trong cả hai bản phác thảo, thiên thần bên cạnh Hannibal đều có đôi cánh bướm mỏng manh. Kiểm tra X quang cũng cho thấy lúc đầu Goya vẽ cánh bướm như vậy rồi mới đổi thành đôi cánh chim lớn. Cái khiên và biểu ngữ chiến tranh nằm ở phía trước trong phác thảo đã được chuyển về ẩn sau chân ngựa trong bức tranh cuối. Bản phác thảo đầu tiên có chữ ký "Goya" ở giữa phần dưới, với hình ảnh cái đầu bị cắt bớt, có thể nhìn thấy qua bản chụp X quang. Người lính cầm biểu ngữ khổng lồ nhìn về phía Hannibal với vẻ tò mò không rõ vị chỉ huy đang thấy gì đằng xa. Hình ảnh nhân vật phúng dụ sông Po dường như vô cảm không biết về cảnh tượng đang diễn ra trước mắt. Trong bức tranh hoàn chỉnh, các nhân vật tượng trưng đóng vai trò lớn hơn, thêm vào hình ảnh Victoria/Fortuna giống như trong thơ sonnet. Hình ảnh bên cạnh người đầu bò sông Po đã bị loại bỏ. Đó là hình ảnh ông già tóc màu sáng đội vương miện nguyệt quế, tay cầm quyền trượng thủ lĩnh, có thể hiểu là những rợ tộc bị Hannibal đánh bại hoặc có thể chính là hiện thân của dãy Anpơ. Màu sắc bản phác thảo đầu tiên sống động và ấm hơn nhiều so với bản thứ nhì và bức tranh cuối rõ là tinh tế hơn và không còn tả thực nữa.

Bản phác thảo sơn dầu
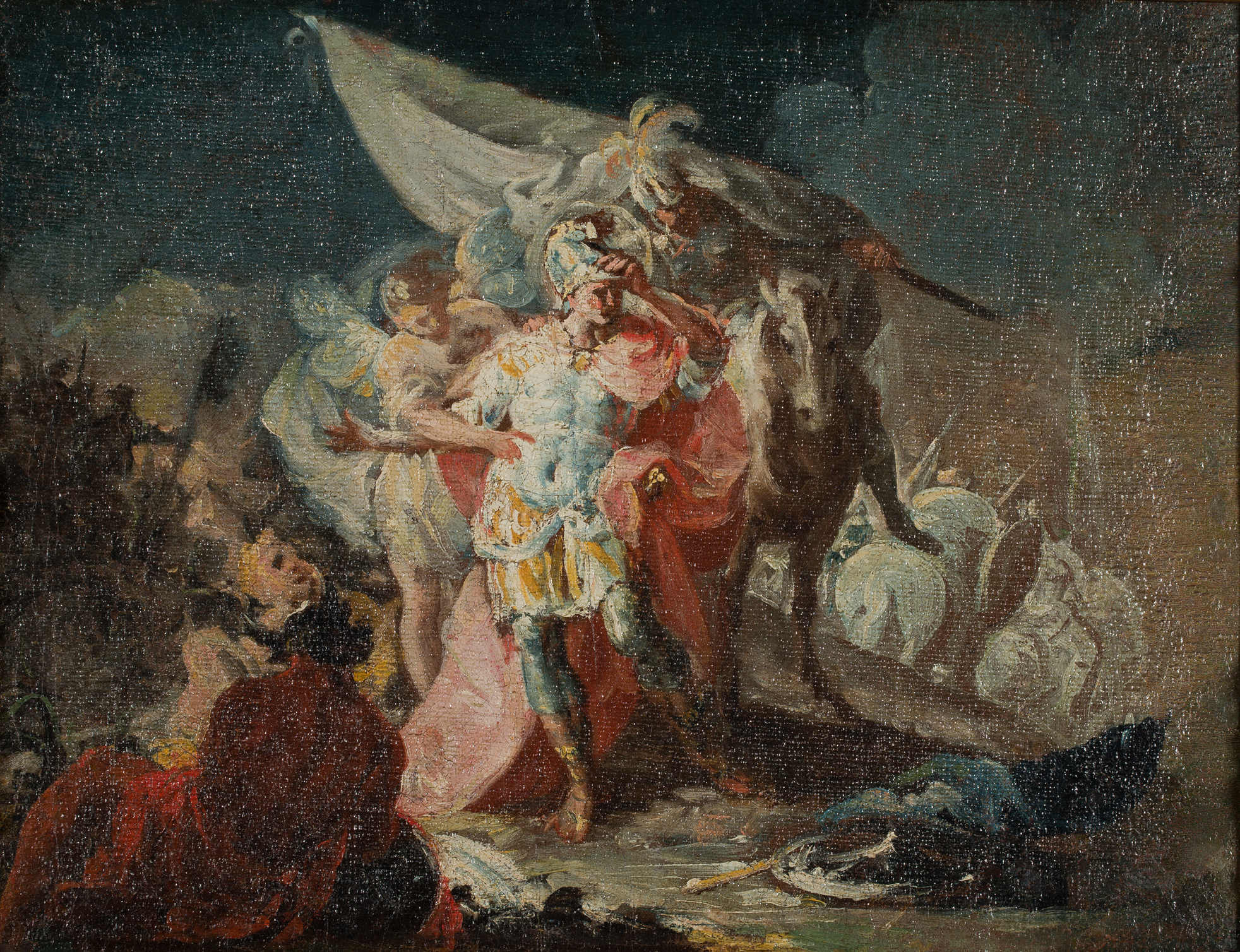
Bản phác thảo chuẩn bị đầu tiên, 30,5 × 38,5 cm, Bảo tàng Zaragoza
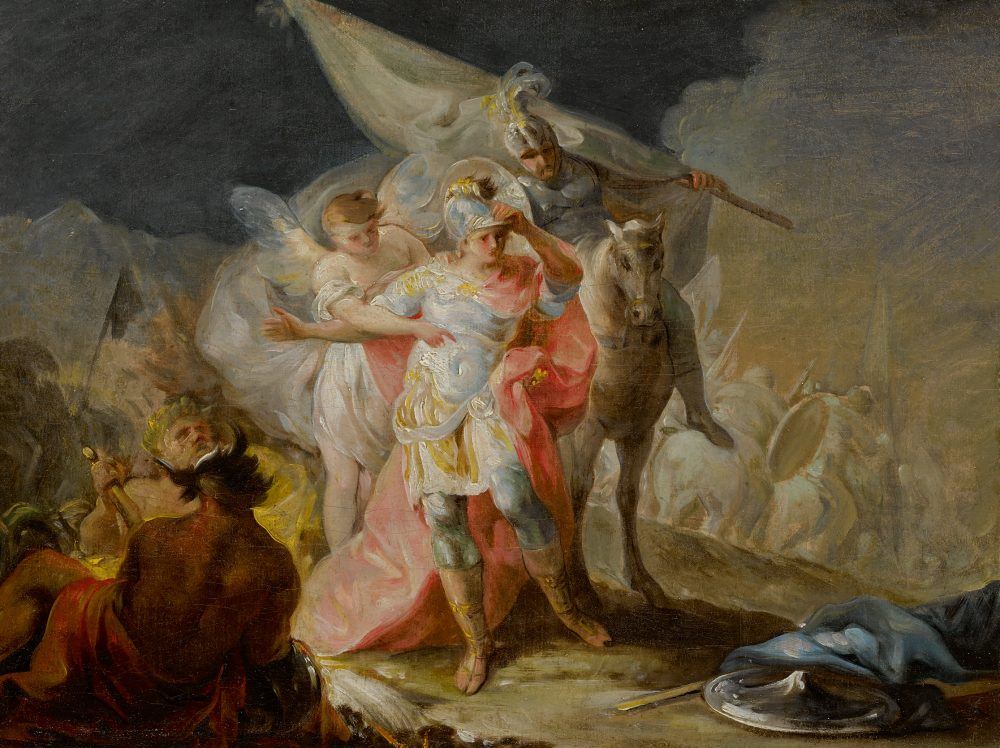
Bản phác thảo chuẩn bị thứ hai, bộ sưu tập cá nhân, Hoa Kỳ

Bố cục ban đầu có thể lấy cảm hứng từ bức phù điêu Dựng cầu Alcántara ở Toledo của José Arias. Năm 1766, tác phẩm này giúp Arias giành giải nhất trong cuộc thi do Học viện Mỹ thuật Hoàng gia Thánh Fernando tổ chức ở Madrid. Goya cũng có tham dự cuộc thi này ở hạng mục hội họa nên rất có thể đã nhìn thấy bức phù điêu Arias. Có thể Goya sau đó đã vẽ phác lại bức phù điêu rồi dùng tiếp để vẽ nên tác phẩm của mình. Hình tượng hoàng đế Traianus trên phù điêu và danh tướng Hannibal của Goya có nhiều nét tương đồng. Tuy nhiên, có sự khác biệt rõ ràng về vị trí và cách thể hiện cả hai nhân vật này. Juliet Wilson Bareau chỉ ra rằng có thể cả hai đều bắt nguồn cảm hứng từ tác phẩm điêu khắc Apollo Belvedere là hình mẫu cổ điển thường xuyên được áp dụng. Phong thái Hannibal mang phong cách cổ xưa điển hình, phổ biến để mô tả các anh hùng và chiến binh thần thoại trong hội họa thế kỷ 18. Nhân vật sông Po có lẽ được lấy cảm hứng từ tác phẩm điêu khắc Galata Morente nhìn từ đằng sau mà Goya chiêm ngưỡng tại Bảo tàng Capitolini. Ông còn sử dụng lại mô hình này vài năm sau khi vẽ trang trí thảm tường, thể hiện khả năng nắm bắt giải phẫu học và truyền đạt lại qua phong cách cổ điển. Nhóm kỵ sĩ mang biểu ngữ cũng được nhắc lại trong họa phẩm Santa Bárbara được thực hiện ngay sau khi họa sĩ rời Ý về Tây Ban Nha. Các nguồn cảm hứng khác ảnh hưởng đến bố cục có thể là bức họa Alexander đến lăng mộ Achilles của Gregorio Guglielmi hay Achille avvisato da Iride di tornare a battletere của Pietra Pasquale Ciaramponi, tác phẩm của Tadeusz Kuntze về cách sắp xếp chân ngựa và nhiều tác phẩm của Corrado Giaquinto.

## Kỹ thuật

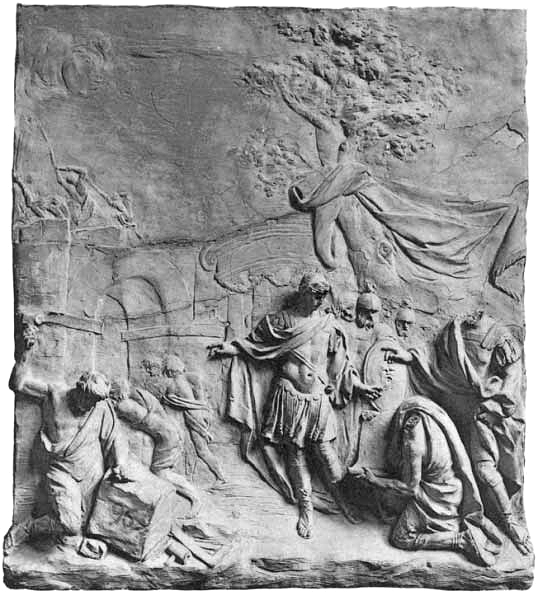
Dựng cầu Alcántara ở Toledo (1766) của José Arias có thể đem lại cảm hứng cho Goya

Nhiều bản phác thảo cho thấy Goya đã nỗ lực như thế nào để chuẩn bị cho cuộc thi cũng như hy vọng vào tác phẩm của mình ra sao. Bức tranh tiêu biểu cho phong cách rococo của Ý, kỹ thuật trau chuốt, thể hiện ở bố cục hài hòa, ánh sáng hoàn hảo, đường cọ tinh tế trong những nét tạo hình và tô màu. Bảng màu được dùng chủ yếu sắc thái của xanh lam, hồng phấn và xám ngọc trai, thể hiện nét cổ điển và phi thực tế của cảnh vật, tạo ra một âm hưởng anh hùng. Bức phác thảo sơn dầu đầu tiên thể hiện đường cọ phóng khoáng mạnh mẽ đặc trưng của Goya. Còn với bức họa hoàn thiện, Goya đã tỉ mỉ mềm mại, làm mịn nét vẽ phù hợp với thị hiếu của hội đồng đánh giá. Bảng gam màu cũng mát và nhẹ hơn, theo phong cách Corrado Giaquinto. Theo Jesús Urrea, màu lạnh tạo ấn tượng rằng cảnh được miêu tả trong tờ mờ sáng buổi sớm mai.

## Hành trình lịch sử
Những người viết tiểu sử đầu tiên của Goya là Charles Yriarte và Laurent Matheron chép lại việc ông tham gia cuộc thi Parma dựa trên bài báo của tờ Mercure de France năm 1772, thông tin này cũng được nhà phê bình nghệ thuật người Pháp Paul Mantz phổ biến vào năm 1851. Năm 1928, Giovanni Copertini tham khảo nguồn tư liệu từ kho lưu trữ Học viện Mỹ thuật Parma và mô tả cuộc thi trong tác phẩm Note sul Goya. Học viện thường chỉ lưu giữ những tác phẩm đoạt giải. Bức thư của Hầu tước de Felino cho biết bức tranh của Goya được cuộn lại và gửi đến Valecia vào nửa cuối năm 1771. Theo yêu cầu của Goya, tranh được giữ lại ở cảng Genoa, rồi cuối cùng chuyển đến Zaragoza. Trong nhiều năm, bức tranh bị coi là đã thất lạc. Không còn tư liệu nào nhắc đến nữa cho đến giữa thế kỷ 19, sử gia kiêm thương nhân Fortunato Selgas (1839–1921) mua lại ở Madrid nhưng tác phẩm được coi là của một họa sĩ Ý khuyết danh. Bức tranh được đặt trang trí trong dinh thự xa hoa của gia tộc de Selgas Quinta de Selgas ở El Pito, Asturias (nay là trụ sở Quỹ Selgas-Fagalde). Năm 1993, phó giám đốc Bảo tàng Prado Jesús Urrea tiến hành giám định và xác nhận tác giả chính là Goya. Năm sau, bảo tàng đem tranh ra giới thiệu triển lãm và chính thức tuyên bố quyền tác giả cho Goya. Năm 2011, Quỹ Selgas-Fagalde đã cho Prado mượn bức tranh để bảo tàng triển lãm và phục chế. Tháng 4 năm 2021, Quỹ Thân hữu Bảo tàng Prado mua bức tranh này với giá 3,3 triệu EUR để kỷ niệm 40 năm thành lập và vinh danh một trong những người sáng lập Francisco Calvo Serraller.